# Kwon Jung-hyun
Kwon Jung-hyun (koreanisch 권중현; * 29. Juli 1941 in Utryung) ist ein ehemaliger südkoreanischer Radrennfahrer.

## Sportliche Laufbahn
Kwon Jung-hyun (auch Gwon Jung-hyun) war im Straßenradsport und im Bahnradsport aktiv. Er war Teilnehmer der Olympischen Sommerspiele 1968 in Mexiko-Stadt. Das olympische Straßenrennen beendete er nicht. Er war der einzige Starter seines Landes im Straßenrennen. Bei den olympischen Wettbewerben im Bahnradsport schied er im Sprint in seinem Vorlauf gegen Gordon Johnson aus. In der Einerverfolgung kam er nicht über die Qualifikationsrunde hinaus.
Bei den Asienspielen gewann er mehrfach Medaillen. 1966 in Bangkok holte er Bronzemedaillen in der Mannschaftsverfolgung und im 1600-Meter-Rennen. 1970 gewann er die Silbermedaille in der Einerverfolgung und im Punktefahren sowie Bronze in den Rennen über 1600 Meter und 4800 Meter.